# Lo Specchio (collana)
Lo Specchio  è una collana editoriale della casa editrice Mondadori.

## Storia

### I primi anni
La collana fu fondata nel 1940 da Alberto Mondadori per ospitare autori italiani contemporanei, e nei primi anni fu aperta sia ai narratori sia ai poeti, distinti dal 1945 con una diversa grafica. Tra i titoli principali usciti nei primi anni si ricordano, tra i narratori,  Quasi un secolo (1940) di Carlo Bernari, Fuga (1940) di Alba De Céspedes, Le ambizioni sbagliate (1941) di Alberto Moravia, Infanzia di Nivasio Dolcemare (1941) di Alberto Savinio, Andando e stando (1942) di Sibilla Aleramo, Et in Arcadia ego (1942) di Emilio Cecchi, Tempo innamorato (1943) di Gianna Manzini, Michelaccio (1944) di Antonio Baldini, Il deserto dei Tartari (1945) di Dino Buzzati. I titoli di poesia iniziano nel 1942 con Poesie di Vincenzo Cardarelli, Ed è subito sera di Salvatore Quasimodo, L'allegria di Giuseppe Ungaretti, cui seguirono nel 1943 Vidi le Muse (1943) di Leonardo Sinisgalli e Sentimento del tempo di Ungaretti, e, nel 1944,  l'antologia dei Lirici greci curata da Quasimodo. Tra i titoli più significativi del dopoguerra si ricordano Mediterranee (1946)  di Umberto Saba, Ossi di seppia (1948) di Eugenio Montale,  Parole: Diario di poesia (1948) di Antonia Pozzi, Le occasioni (1949) di Montale, Un'altra libertà (1951) di Giorgio Bassani,  Dietro il paesaggio (1951) di Andrea Zanzotto, Le acque del sabato (1954) di Maria Luisa Spaziani, È fatto giorno (1954) di Rocco Scotellaro, Canti barocchi e altre liriche (1956) di Lucio Piccolo, La bufera e altro (1957) di Montale, Le mosche del meriggio (1958) di Bartolo Cattafi, La cantica (1959) di Francesco Leonetti. 

### Dagli anni '60 ai '90
Sotto la direzione di Vittorio Sereni, poi affiancato da Marco Forti, la collana subisce cambiamenti importanti nella veste grafica (significativa quella degli anni '70 curata da Bruno Munari) e nella sempre più marcata preponderanza della poesia, con un'apertura anche ai poeti stranieri. Tra i titoli più significativi del periodo si ricordano Farfalla di Dinard (1960) di Montale, Il male minore (1960) di Luciano Erba, Pensieri elementari (1961) di Nelo Risi, L'ora del tempo (1962) di Giorgio Orelli, Poesie d'amore (1963) di Nazim Hikmet nella traduzione di Joyce Lussu,  Una volta per sempre (1963) di Franco Fortini, Diario d'Algeria (1965) di Vittorio Sereni, La vita in versi (1965) di Giovanni Giudici, Le case della Vetra (1966) di Giovanni Raboni, La luce ricorda (1967) di Giorgio Vigolo, Satura (1971) di Montale, Di brace in brace (1971) di Libero De Libero, Le betulle nane (1974) di Evtušenko, Il disperso (1976) di Maurizio Cucchi, Lady Lazarus e altre poesie (1976) di Sylvia Plath nella traduzione di Giovanni Giudici, Fermata nel deserto (1979) di Josif Brodskij, Passi e Passaggi (1980) di Antonio Porta, La caduta dell'America (1981) di Allen Ginsberg, Io: 1975-1982 di Dario Bellezza, Vento cardinale e altre poesie (1984) di Octavio Paz, Diario per l'assente (1986) di Lento Goffi, Nature e venature (1987) di Valerio Magrelli, Dopo la Russia e altre poesie (1988) di Marina Cvetaeva, Distante un padre (1989) di Milo De Angelis, Donna di dolore (1991) di Patrizia Valduga, Nun c'è pizze di munne (1992) di Albino Pierro, Medicina carnale (1994) di Jolanda Insana, El sol (1995) di Franco Scataglini, Metafisica tascabile (1997) di Valentino Zeichen.

### Il nuovo millennio
Nel nuovo millennio la collana ha presentato nuove vesti editoriali e una direzione affidata ad Antonio Riccardi. Si è anche accentuata la tendenza a pubblicare opere di autori con "alle spalle una ben consolidata carriera letteraria che assicura delle vendite". Nel 2015 la minaccia di chiusura della collana (poi rientrata) suscitò forti discussioni sulla stampa nazionale. Tra i titoli più significativi pubblicati nel periodo si ricordano Gli alleati viaggiatori (2001) di Giancarlo Majorino, Canti postumi (2002) di Ezra Pound, La pianta del pane (2003) di Biancamaria Frabotta, Voci d'osteria (2007) di Franco Loi, Simmetrie (2007) di Elio Pecora, Caosmogonia (2010) di Nanni Balestrini, Alla luce del sole (2013) di Vincenzo Cerami, Madre d'inverno (2016) di Vivian Lamarque, Non finirò di scrivere sul mare (2019) di Giuseppe Conte.